# Madona con el niño y dos ángeles (Niccolò di Ser Sozzo Tegliacci)
Madona con el niño y dos ángeles es una obra temprana del pintor y miniaturista Niccolò di ser Sozzo, pintada al temple y oro punzonado hacia 1530. Originalmente era la parte superior de un altar; sin embargo, hoy se encuentra dividido. La imagen debía mostrar a una virgen sentada en un trono, en tamaño completo, rodeada de ángeles. En la ropa del niño se ven restos de una cobertura en plata dorada. El resto de la obra no ha sido encontrada, aunque en la Pinacoteca Nacional de Siena existe un políptico parecido y que está firmado por el mismo artista en 1362.

Esta obra formó parte de la colección del príncipe León Ourusoff en Francia antes de 1929. Posteriormente fue comprada por Thomas S. Hyland en 1959 y en 2011 fue subastada en Sotheby's, Nueva York, Estados Unidos. Ahí fue adquirida por Museo Soumaya